# Филин, Леонид Семёнович
Леонид Семёнович Филин (13 марта 1952 — 1 июля 2016) — советский и российский лётчик военной и спасательной авиации, командир воздушного судна, инструктор, подполковник запаса ВВС России. В 1996—2016 годах — лётчик МЧС России, неоднократный участник спасательных операций (в том числе по доставке гуманитарной помощи и по ликвидации последствий чрезвычайных ситуаций). Трижды кавалер Ордена Мужества. Заслуженный пилот Российской Федерации (2005). Выполняя государственное задание по ликвидации природных пожаров в Иркутской области, погиб в результате крушения самолёта Ил-76, врезавшегося в сопку недалеко от посёлка Рыбный Уян.

## Биография
Леонид Семёнович родился 13 марта 1952 года в деревне Вельяминова Карачаевского района Брянской области. Поступил в 1970 году в Балашовское высшее военное авиационное училище лётчиков, которое окончил в 1974 году (командная специальность военно-транспортной авиации). С 1974 по 1995 годы служил в ВВС СССР и ВВС России, участник войны в Афганистане и Первой чеченской войны, службу проходил в частях военно-транспортной и транспортной авиации. Прошёл путь от помощника командира корабля до командира авиационной эскадрильи.
С января 1996 года служил в авиации МЧС России, неоднократно участвовал в доставке гуманитарной помощи и операциях по ликвидации последствий чрезвычайных ситуаций. Принял участие в почти 200 спасательных и гуманитарных операциях в России и за рубежом. В частности, участвовал в тушении лесных пожаров в 1996 году в Хабаровском крае в районе Комсомольска-на-Амуре, тушении складов с боеприпасами под Владивостоком, пожара на нефтекомплексе в турецком Измире, а также доставках гуманитарной помощи на аэродромы городов Грозный, Белград, Баграм, Кабул и эвакуации граждан России из «горячих точек». Участник тушения лесных пожаров в Болгарии и Сербии в 2007 году как заместитель командира авиационно-спасательной эскадрильи специальных транспортных самолетов Ил-76.
В январе 2010 года в качестве командира Ил-76 выполнял полёты по доставке гуманитарной помощи пострадавшим от землетрясения на Гаити: экипажи под его руководством оказывали помощь Венесуэле по доставке гуманитарной помощи (всего доставлено 118 т гуманитарной помощи, перевезено 57 спасателей и сотрудников медицинского персонала). Филин известен как первый пилот МЧС России, освоивший десантирование грузовых платформ с гуманитарной помощью. В качестве инструктора занимался обучением лётных экипажей самолётов Ил-76 с применением водосливных устройств ВАП-2. В 2011 году участвовал в эвакуации граждан России из охваченной гражданской войной Ливии; с 2014 года участвовал в эвакуации больных и раненых детей с Донбасса.
Всего за свою карьеру управлял самолётами L-29, Ан-24, Ан-26, Ан-72, Ан-12, Ил-18, Ил-22 и Ил-76. Имел суммарно более 12 тысяч часов налёта.
Дети — Альберт и Инна.

## Гибель
1 июля 2016 года экипаж Ил-76 МЧС России (RA 76840) под руководством Филина участвовал в выполнении государственного задания по ликвидации природных пожаров, туша природный пожар в Качугском районе Иркутской области, который угрожал населённому пункту Каран. За время работы в Сибирском федеральном округе с начала пожароопасного периода Ил-76 совершил 33 боевых вылета, сбросив более тысячи тонн воды: экипажем были ликвидированы 7 очагов крупных пожаров и спасены 30 населённых пунктов с суммарным населением более 50 тысяч человек.
В тот день самолёт осуществлял второй вылет на тушение пожара. Самолёт находился в 4 км от посёлка Рыбный Уян после очередного сброса воды, однако лётчики, судя по всему, попали в безвоздушный мешок и из-за малой тяги, находясь в сильном дыму, не смогли поднять Ил-76 над сопками. В районе 11:13 самолёт в условиях нулевой видимости потерпел крушение, врезавшись в одну из сопок и полностью разрушившись; все находившиеся на борту 10 человек вместе с членами экипажа погибли. Останки самолёта обнаружили только 3 июля около 2 часов ночи в 9 км к юго-востоку от Рыбного Уяна на склоне одной из сопок.

## Награды

### Ордена и медали
- Орден Мужества (трижды)[1]
  - 12 мая 1997 года (указ Президента № 472)
  - 14 октября 1998 года (указ Президента № 1255)
  - 20 июля 2016 года (посмертно) — за мужество, отвагу и самоотверженность, проявленные в экстремальных условиях (награждён весь экипаж посмертно)[7]
- Медаль «За отвагу»[2]
- Медаль «За боевые заслуги»[2]
- Медаль «От благодарного афганского народа»[2]
- Медаль «За отвагу на пожаре» (приказ №367 ВК от 28 мая 2003 года)[1]
- Медаль «За содружество во имя спасения» (приказ №733 от 12 декабря 2006)[1][2]
- Медаль «Участнику чрезвычайных гуманитарных операций» (приказ №688 от 27 декабря 2007)[1][2]
- Медаль «XX лет МЧС России»[8]
- Медаль «За усердие»[8]

### Нагрудные знаки
- Нагрудный знак «Ветеран авиации МЧС России» (приказ №107 ВК от 24 мая 2002)[1][2]
- Нагрудный знак «Отличник авиации МЧС России» (приказ №140 ВК от 15 августа 2003)[1][2]
- Нагрудный знак «Почетный знак МЧС России» (приказ №189-к от 24 июля 2008)[1][2]
- Нагрудный знак «Участнику ликвидации последствий ЧС» (приказ №278-к от 19 июля 2012)[1]
- Нагрудный знак «За заслуги»[8]
- Знак отличия «За службу в авиации МЧС России»[8]

### Звания и благодарности
- Заслуженный пилот Российской Федерации (30 апреля 2005, указ Президента № 482)[1]
- Благодарность от Правительства Российской Федерации (2007) — за мужество и высокий профессионализм, проявленные при тушении пожаров на территории Республики Болгарии и Республики Сербии[3]
- Благодарность от Правительства Российской Федерации (2012)[8]

## Память
25 января 2017 года Карачевский районный совет народных депутатов постановил присвоить имя Леонида Семёновича Филина Вельяминовской средней общеобразовательной школе. 14 марта того же года это намерение было подтверждено постановлением Главы администрации Карачевского района. 28 апреля в День памяти сотрудников МЧС России на фасаде здания школы (дом 1 по улице 1-й Школьной) была открыта мемориальная доска в честь Леонида Филина, а самой школе официально присвоили его имя 4 августа.
3 октября 2018 года партией «Единая Россия» в рамках федерального образовательного проекта была открыта «Парта Героя».